# Ramón Gil
Ramón Ángel Gil (San Juan, 18 de noviembre de 1948) es un ilustrador, historietista y animador argentino. Fue alumno de Alberto Breccia en el IDA (Instituto de Directores de Arte) y estudió también con el pintor Demetrio Urruchúa.

## Biografía
Su primer trabajo como historietista fue junto a Cacho Mandrafina en la revista Patoruzito. Luego fue colaborador de las diferentes publicaciones de las editoriales Columba y Récord. 
En 1974, estuvo entre los colaboradores de la revista Turay.
En los años 1980 se contó entre los miembros del Estudio Géminis, compartiendo algunos trabajos con Alberto Caliva, Gaspar Gonzáles y José Massaroli. En 1984 creó, junto al guionista Emilio Balcarce, la serie Kama Fu, publicada en la revista Sex Historieta, de la Editorial Perfil, para la que ilustró también las aventuras de Rambo, en colaboración con Massaroli y Gaspar. Otro personaje creado por Gil es Gematrón, con guiones de Oscar Taboada, publicado en el suplemento Historietísimo de la revista Cosmi-K. 
Desde fines de los años 80 hasta mediados de los 90, se dedicó a la ilustración de libros didácticos para Editorial Kapelusz, Magisterio, CLASA (donde integró el plantel de la revista Cosmi-k) Y A-Z Editora.
Se inició como animador en 1985 en Jaime Díaz Producciones. Más adelante colaboró con proyectos de Telefé (Mi familia es un dibujo), Patagonik Film Group, Cartoon Network, Hook Up, y Disney (Timon & Pumba y Winnie the Pooh).
Desde 2005 está dedicado a dar vida a Los Grutynos, personajes ideados por Beto Noy. A partir de 2006 dibuja la tira diaria de estos personajes que se publica en el diario Noticias de la Costa, de Viedma, provincia de Río Negro. 
A partir de 2012 colorea libros e historietas para Ediciones Fabro.
En 2021 ilustra el libro Los Grutynos, Llegó Pandemio, sobre ideas de Beto Noy y textos de José Massaroli.
En 2022 realiza los dibujos de la serie de historietas Malvinas. Historias de los Héroes de Merlo, para la Secretaría de Cultura de la Municipalidad de Merlo (Bs. As.), sob re guiones de Silvestre Szilagyi (en la primera historieta) y José Massaroli.
- Datos: Q2883275